# Distrito electoral de Richland VI
Richland VI (en inglés: Richland VI Precinct) es un distrito electoral ubicado en el condado de Sarpy en el estado estadounidense de Nebraska. En el Censo de 2010 tenía una población de 1614 habitantes y una densidad poblacional de 2.453,42 personas por km².

## Geografía
Richland VI se encuentra ubicado en las coordenadas 41°11′14″N 96°8′38″O / 41.18722, -96.14389. Según la Oficina del Censo de los Estados Unidos, Richland VI tiene una superficie total de 0.66 km², de la cual 0.66 km² corresponden a tierra firme y (0%) 0 km² es agua.

## Demografía
Según el censo de 2010, había 1614 personas residiendo en Richland VI. La densidad de población era de 2.453,42 hab./km². De los 1614 habitantes, Richland VI estaba compuesto por el 87.24% blancos, el 4.52% eran afroamericanos, el 0.12% eran amerindios, el 2.42% eran asiáticos, el 0.06% eran isleños del Pacífico, el 3.9% eran de otras razas y el 1.73% pertenecían a dos o más razas. Del total de la población el 7.37% eran hispanos o latinos de cualquier raza.